# Kramhandlare
Kramhandlare var under 17- och 1800-talet en detalj- eller minuthandlare, till skillnad från grosshandlare. Kramhandlaren hade en viss inriktning; det fanns t.ex. kryddkramhandlare, sidenkramhandlare och lärftkramhandlare men också järn- och stålkramhandlare (den som sålde livsmedel kallades vanligen viktualiehandlare). Kramhandlaren hade normalt en fast bod, exempelvis i den s.k. Basaren på Norrbro i Stockholm, även om det också fanns kringresande marknadsförsäljare.
Kramhandlare var således en saklig benämning, utan den nedsättande ton som så småningom växte fram ("krimskrams"). I Svenska Akademiens Ordbok beskrivs "kram" (1937) som "smärre handelsvaror (i sht manufaktur-, mode- o. prydnadsvaror, förr äv. specerier o. d.) avsedda för minuthandel". Artikeln konstaterar dock att ordet numera nästan enbart används nedsättande.